# Vicente Celestino
Antônio Vicente Filipe Celestino, né le 12 septembre 1894 à Rio de Janeiro et mort le 23 août 1968 à São Paulo, est un célèbre chanteur brésilien de la première moitié du XXe siècle,.

## Enfance et premiers emplois
Celestino naît au nº 11 du Rua do Paraíso dans le quartier de Santa Teresa le 12 septembre 1894, bien qu'il soit enregistré comme étant né le 22 du même mois et de la même année. Une autre divergence réside dans l'ordre des prénoms, car il est enregistré comme « Filipe Antônio Vicente », mais au cours de sa vie, il signe son nom « Antônio Vicente Filipe ». Premier enfant de Giuseppe Celestino et de Serafina Gammaro, immigrés italiens originaires de Calabre, Celestino a onze frères et sœurs (cinq sœurs et six frères). Cinq de ses frères se consacrent au chant et un au théâtre ; comme son frère Amadeu Celestino. Dès l'âge de huit ans, en raison de ses origines modestes, Celestino est contraint de travailler comme cordonnier, poissonnier, marchand de journaux et, jeune homme, comme chef de section dans une usine de chaussures.

## Carrière musicale
En 1905, à l'âge de 11 ans, Vicente assiste à un récital de Baiano et d'Eduardo das Neves, au cours duquel il réalise que c'est ce qu'il souhaite faire à l'avenir.
Après avoir chanté pour tous ceux qui veulent bien l'écouter, il reçoit des invitations à se produire dans les clubs de loisirs de Rio de Janeiro. L'intégralité de son salaire (environ 10 mille reis par jour) est reversé à ses parents pour atténuer la situation financière compliquée de la famille.

### Débuts professionnels et premières sorties
Lors d'une de ses représentations, le colonel Alvarenga Fonseca, alors directeur de la Companhia do Teatro São José, l'invite à rejoindre le chœur de l'organisation. Il fait ses débuts professionnels en chantant la valse Flor do Mal dans la pièce Chuá, chuá, un titre qui figure sur son premier disque (de Casa Edison ) et qui connaît un grand succès .
En 1915, il est embauché par la compagnie de Leopoldo Fróes, quitte Edison pour Odeon et enregistre trois modinhas d'auteurs inconnus. En 1919, il commence à participer à des operatas tels que Amor de Bandido et Juriti aux côtés d'actrices-chanteuses, d'abord avec Laís Areda et plus tard avec Carmen Dora. Il participe également à la production d'opéras tels que Tosca, Aida et Carmen.

### Enregistrements électriques
Au milieu des années 1920, le système d'enregistrement électrique arrive au Brésil pour remplacer le système mécanique. On dit que Vicente a du mal à s'adapter à ce format, car sa voix est trop puissante pour l'équipement de l'époque ; il finit par enregistrer à 20 mètres des microphones et en leur tournant le dos, ce qui donne à sa voix un « écho » et rend les paroles difficilement compréhensibles. Un ingénieur étranger, envoyé au Brésil par Odeon, réussit à faire chanter Vicente la bouche près du micro.
Se sentant rejeté par Odeon, qui le place dans une sorte d'« archive morte », Vicente se rend chez Columbia, où il reste quelques années et enregistre quelques chansons. Mécontent de la qualité d'un disque sur lequel figure Cabocla Serrana, de Cândido das Neves, Vicente demande à ce qu'il ne soit pas distribué dans les magasins, ce qui lui est refusé. En 1935, il entre chez RCA Victor, où il reste jusqu'à la fin de sa vie. Grâce à cette société, Vicente reçoit un salaire fixe de 50 000 réis et un salaire supplémentaire calculé sur la vente de ses disques, une nouveauté à l'époque .
Il est le premier chanteur à enregistrer l'hymne national brésilien.
Ses tournées à travers le Brésil lui rapportent beaucoup d'argent et ne font qu'accroître sa popularité. Dans les années 1920, il règne en maître comme idole de la chanson. Vicente Celestino a l'une des plus longues carrières parmi les chanteurs brésiliens. Lorsqu'il meurt, la veille de son 74e anniversaire, à l'hôtel Normandie de São Paulo, il partait pour un concert avec Caetano Veloso et Gilberto Gil, à la célèbre gafieira Pérola Negra, qui devait être enregistré pour une émission de télévision.

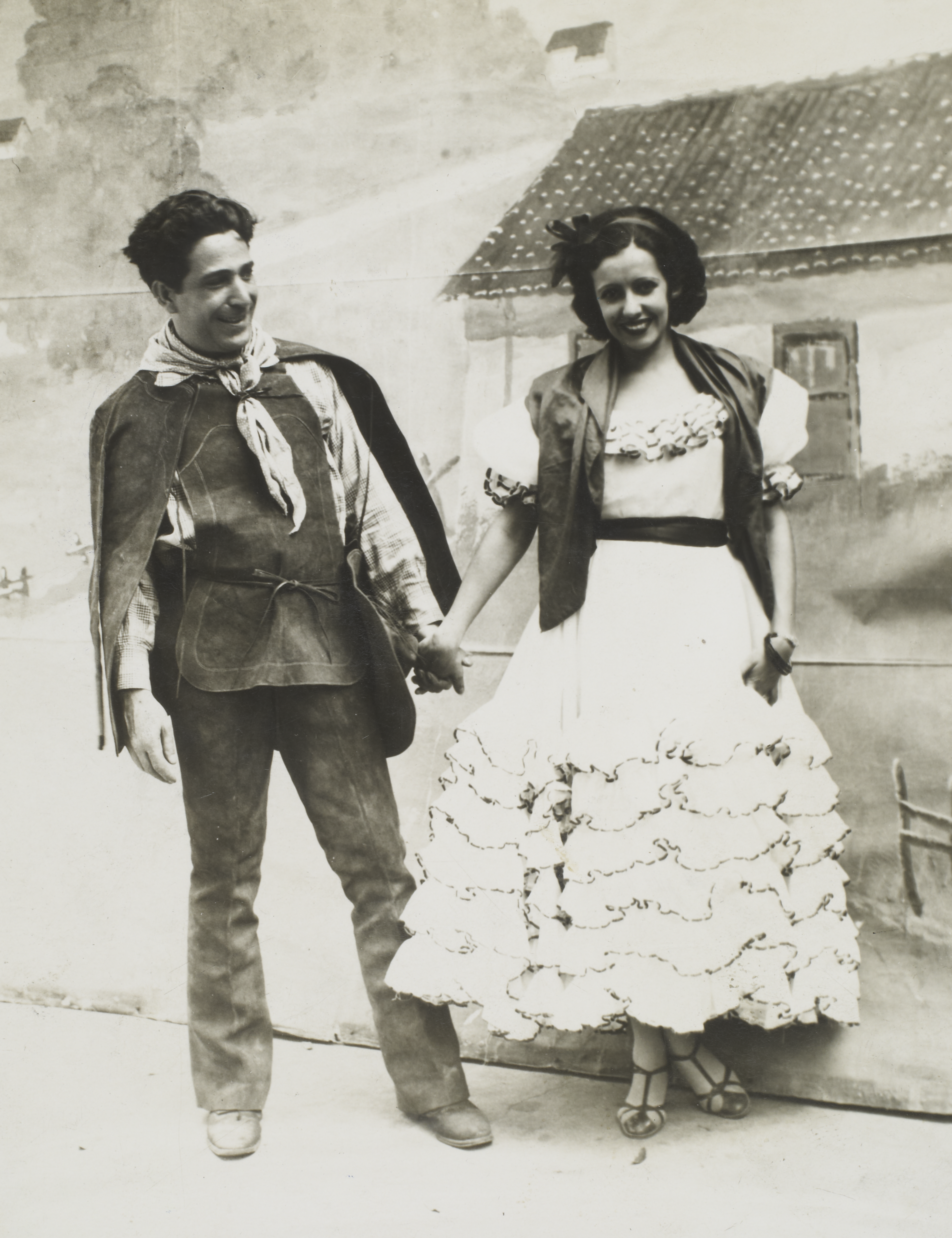
Vicente Celestino et Gilda Abreu, 1933.

Vicente Celestino, qui joue de la guitare et du piano, est le compositeur de plusieurs de ses créations. Deux d'entre elles deviennent plus tard le thème de deux films très populaires : L'Ebrio (1946), qui est portée à l'écran par sa femme ; et Coração Materno (1951), qui suit une trajectoire similaire à la précédente . Vicente est dirigé par son épouse Gilda Abreu (1904-1979), chanteuse, écrivaine, actrice et cinéaste.
Vicente Celestino traverse sans encombre toutes les périodes et modes, même lorsque, à la fin des années 1950, fidèle à son style, il enregistre Conceição, Creio em Ti et Se Todos Fossem Eguais a Você.
Il passe toute sa vie au Brésil et ses chansons sont réenregistrées par de grands noms tels que Caetano Veloso, Marisa Monte et Mutantes.

## Vie privée
En 1933, alors qu'il joue dans la burletta "A Canção Brasileira", Vicente rencontre la chanteuse et actrice Gilda Abreu et ils se marient le 25 septembre de la même année. Gilda dirige la carrière artistique et commerciale du couple, amenant Vicente au cinéma et à la composition (jusqu'alors, il n'avait interprété que des pièces d'autres personnes)

## Mort
Le 23 août 1968, alors qu'il s'apprête à enregistrer un programme télévisé pour TV Record dans lequel il sera honoré par le mouvement Tropicalista, il tombe malade dans sa chambre de l'hôtel Normandie à São Paulo et meurt d'un arrêt cardiaque quelques minutes plus tard. Son corps est transféré à Rio de Janeiro, où il est pleuré par une foule dans la salle du conseil municipal et inhumé sous les applaudissements du public au cimetière São João Batista de Rio de Janeiro.